# ذاكرة التاريخ
ذاكرة التاريخ History's Memory هو كتاب حول تأريخ تاريخ الولايات المتحدة الأمريكية . كتبته إلين فيتزباتريك ونشرته مطبعة جامعة هارفارد في أكتوبر 2004.